# Tipula ulrike
Tipula ulrike är en tvåvingeart som beskrevs av Günther Theischinger 1982. Tipula ulrike ingår i släktet Tipula och familjen storharkrankar. Inga underarter finns listade i Catalogue of Life.